# Стерлінг (Юта)
Стерлінг (англ. Sterling) — місто (англ. town) в США, в окрузі Санпіт штату Юта. Населення — 262 особи (2010).

## Географія
Стерлінг розташований за координатами 39°11′36″ пн. ш. 111°41′28″ зх. д. / 39.19333° пн. ш. 111.69111° зх. д. (39.193362, -111.691038).  За даними Бюро перепису населення США в 2010 році місто мало площу 0,77 км², уся площа — суходіл. В 2017 році площа становила 0,83 км², уся площа — суходіл.

## Демографія
Згідно з переписом 2010 року, у місті мешкали 262 особи в 81 домогосподарстві у складі 68 родин. Густота населення становила 339 осіб/км².  Було 92 помешкання (119/км²).
Расовий склад населення:
| - 93,5 % — білих - 2,3 % — корінних американців - 0,4 % — азіатів - 1,5 % — осіб інших рас |

До двох чи більше рас належало 2,3 %. Частка іспаномовних становила 5,0 % від усіх жителів.
За віковим діапазоном населення розподілялося таким чином: 30,9 % — особи молодші 18 років, 55,7 % — особи у віці 18—64 років, 13,4 % — особи у віці 65 років та старші. Медіана віку мешканця становила 31,0 року. На 100 осіб жіночої статі у місті припадало 125,9 чоловіків;  на 100 жінок у віці від 18 років та старших — 115,5 чоловіків також старших 18 років.
Середній дохід на одне домашнє господарство  становив 67 826 доларів США (медіана — 52 500), а середній дохід на одну сім'ю — 77 748 доларів (медіана — 63 750). За межею бідності перебувало 3,1 % осіб, у тому числі 0,0 % дітей у віці до 18 років та 0,0 % осіб у віці 65 років та старших.
Цивільне працевлаштоване населення становило 95 осіб. Основні галузі зайнятості: освіта, охорона здоров'я та соціальна допомога — 31,6 %, публічна адміністрація — 16,8 %, будівництво — 14,7 %.